# 국립고등교량도로학교

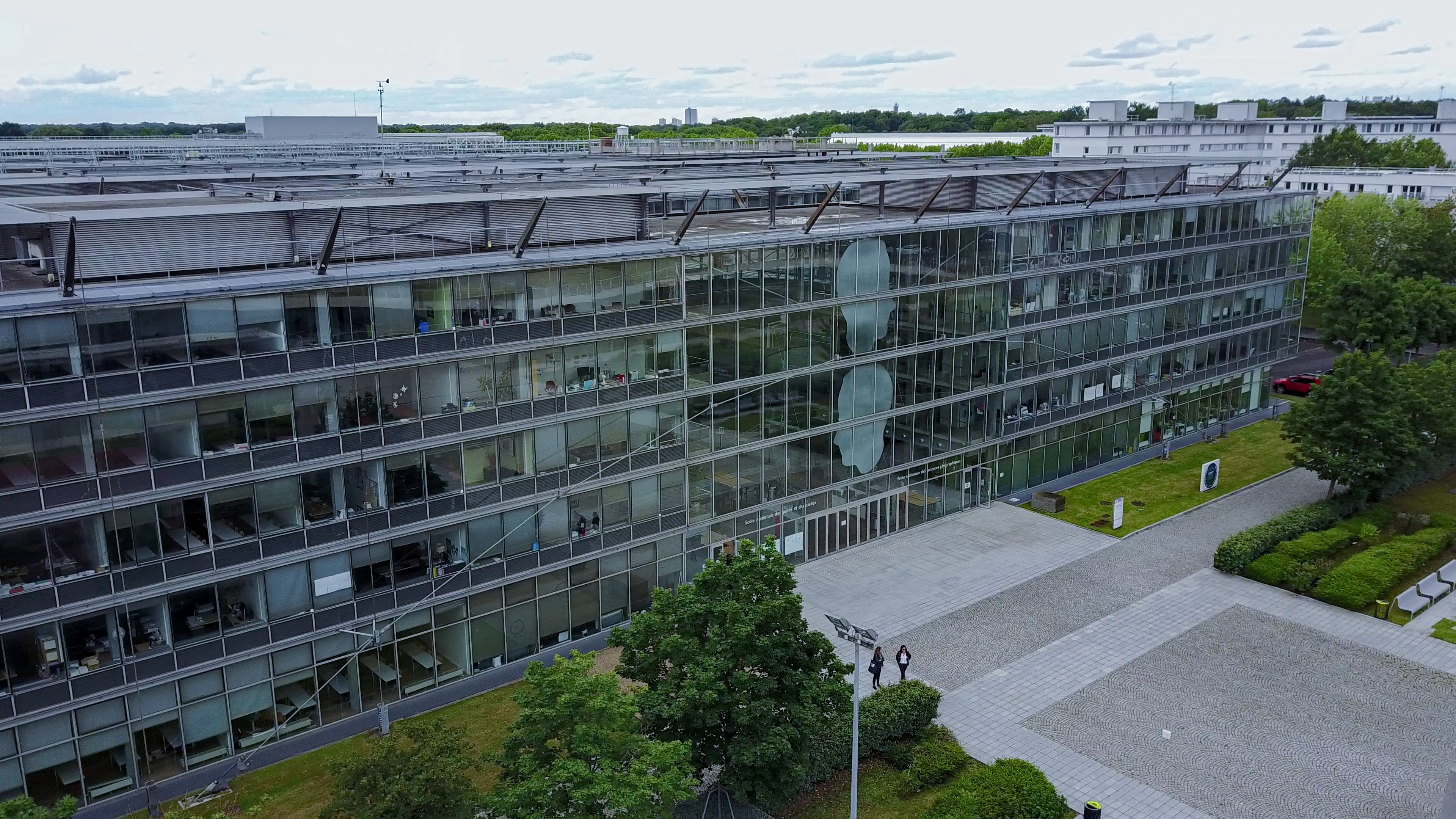

국립고등교량도로학교(프랑스어: École Nationale des Ponts et Chaussées), 또는 ENPC는 1747년에 설립된 프랑스 최초의 공립 공학계열 그랑제꼴이다. 이 학교는 TIME 연합 및 파리 공과대학교 (ParisTech)의 일원이다.
유명한 졸업생으로는 2014년에 노벨 경제학상을 수상한 졍 티롤(Jean Tirole) 현 툴루즈 경제학교 총장, 1903년에 노벨 물리학상을 수상한 앙리 베크렐(Henri Becquerel), 그리고 19세기 대표 수학자 오규스탕 루이 코시(Augustin Louis Cauchy)등이 있다.